# Dalísia Elizabeth Martins Doles

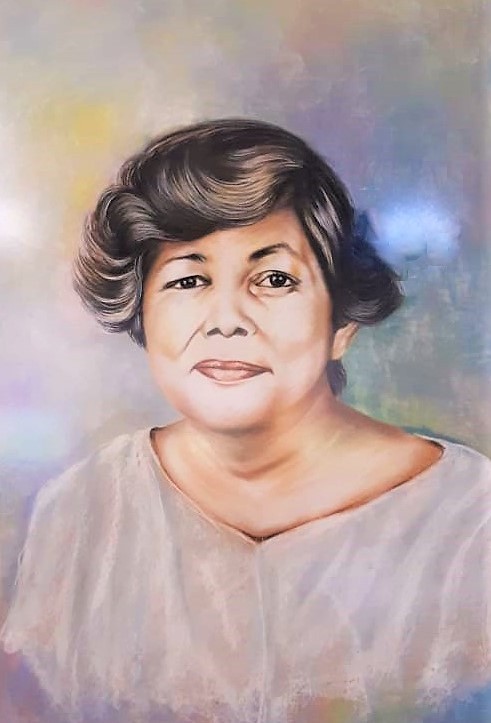
Retrato da professora Dalísia Elizabeth Martins Doles.

Dalísia Elizabeth Martins Doles (31 de maio de 1937, Cuiabá) foi uma professora brasileira de história. Posicionou-se contra as arbitrariedades cometidas no período da ditadura militar brasileira, tanto no âmbito pessoal, quanto em sua gestão na Secretaria Municipal de Educação  de Goiânia, Goiás (1983-1986). Além de ter abrigado em sua residência perseguidos pela ditadura, teve papel de destaque na luta pela democratização da gestão na escola pública.

## Biografia
A família de sua mãe era de fazendeiros mato-grossenses; seu pai foi membro da Academia Mato-grossense de Letras e também funcionário do Instituto Brasileiro de Geografia e Estatística (IBGE) naquela localidade. Durante sua infância, frequentou um colégio interno em Cuiabá, continuando e concluindo posteriormente seus estudos colegiais em São Paulo. Foi aprovada para o curso de História pela Universidade de São Paulo e, nesse período, sobreveio a morte de seu pai, fato que, além da perda de um ente querido, resultou em certos empecilhos financeiros para a continuidade de seus estudos.

Estudando durante o período noturno, conseguiu trabalho como funcionária administrativa no Hospital do Câncer de São Paulo, função que exercia no turno matutino. Foi lá onde conheceu seu futuro esposo, Jarbas Doles, de origem anapolina. Casando-se com ele em 1959, transferiu sua graduação para a Universidade Católica de Goiás (atual Pontifícia Universidade Católica de Goiás – PUC-GO), concluindo-a em 1961. Daí, prosseguiu a carreira docente no Colégio Lyceu de Goiás. Em 1967, passou a atuar como professora no Instituto de Ciências Humanas e Letras (ICHL) da Universidade Federal de Goiás (UFG). Em 1968, foi aprovada como professora da cadeira de História Econômica e do Brasil. .

No final da década de 1960, iniciou seus estudos de doutoramento pela USP, concluído em 1972. A pesquisa contou com a orientação da professora Nícia Vilela Luz, uma vez que seu orientador anterior, o professor doutor Sérgio Buarque de Holanda, foi afastado de seu cargo em decorrência de questões político-ideológicas do regime ditatorial militar vigente no Brasil desde o ano de 1964. Sua tese de doutorado , intitulada “As Comunicações Fluviais pelo Tocantins e Araguaia no século XIX”, foi publicada como livro em 1973..

Ainda sobre suas contribuições para a UFG, Dalísia Doles ocupou a chefia do Departamento de História por dois mandatos, além de ter sido uma das fundadoras e, posteriormente, coordenadora do Programa de Pós-Graduação em História das Sociedades Agrárias (mestrado) da UFG. No período de março de 1983 a março de 1986, a professora Dalísia ocupou o cargo de secretária municipal de educação de Goiânia. .

Já aposentada, a professora Dalísia continuou colaborando em pesquisas. Um exemplo é o texto “A Santa Casa e os hospitais pioneiros de Goiânia” , que faz parte do livro “Saúde e Doenças de Goiás: a Medicina Possível”, publicado pela Editora da Universidade Federal de Goiás em 1999. Dalísia Doles faleceu aos 63 anos de idade, em maio de 2000. .

## Principais obras da historiadora Dalísia Elizabeth Martins Doles

### Livro
As Comunicações Fluviais pelo Tocantins e Araguaia no Século XIX
. Este livro é uma publicação da tese de doutorado em História Econômica na Faculdade de Filosofia, Letras e Ciências Humanas da USP. Analisa o apogeu e declínio da navegação nos rios Tocantins e Araguaia ao longo do século XIX. Além disso, estuda as relações entre as comunicações desses rios com a agricultura e a pecuária nesse período.

### Capítulo de livro
Aspectos econômicos e Sociais do Coronelismo em Goiás 
. Doles estuda o estatuto do coronelismo enquanto forma de perpetuação de poder e dominação decorrente da soma de forças familiares, políticas e econômicas. Além disso, analisa a extensão da influência do coronelismo que, em muitos casos, transcendia o limite das fazendas, chegando a interferir nos processos políticos de várias cidades goianas, como, por exemplo, Pirenópolis.

### Comunicações naAssociação Nacional de História(ANPUH)
1969 – A ligação Centro-Norte pela via Araguaia-Tocantins no período colonial. Anais do V Simpósio Nacional dos Professores Universitários de História, v. 1, organizado pelo Prof. Eurípedes Simões de Paula, São Paulo, 1971. Comunicação apresentada na 3ª Sessão de estudos, Equipe A, no dia 03 de setembro de 1969.
Publicado enquanto doutoranda da USP, é um estudo inicial da formação do quadro complexo de navegação dos rios Araguaia e Tocantins na busca de metais preciosos, em conjunção com a iniciativa catequizadora dos jesuítas. A dinâmica entre esses elementos explica o fato da exploração ter ocorrido apenas a partir do século XVII nas regiões centrais do Brasil.
1973 – O acervo documental do Arquivo Geral de documentação do Estado de Goiás. Anais do VI Simpósio dos Professores Universitários de História, (org. Eurípedes Simões de Paula), v.1, São Paulo, Brasil, 1973. Comunicação apresentada na 6ª sessão de estudos, Equipe B, no dia 09 de setembro de 1971.
Também no período de seu doutorado, essa comunicação feita em co-autoria com Marivone Matos Chaim se constitui num resumo de um levantamento arquivístico empreendido no Arquivo Geral do serviço de Documentação do Estado de Goiás, que reúne documentos dos séculos XVIII e XIX. Ao todo, foram levantados cerca de 2000 documentos em diferentes estados de conservação, em que constam atas, autos, recibos, balanços de receita e despesas da Capitania de Goiás, pagamentos diversos etc. O valor desse levantamento está em fornecer para os historiadores de Goiás numerosas fontes de pesquisa. 
1999 –Ocupação e colonização do Centro Oeste (1850-1980). Anais do XX Simpósio Nacional de História da ANPUH, Florianópolis, 1999.
O texto faz um balanço das dificuldades da reconstituição global da História Regional. Os estudos históricos da região centro-oeste como sociedades agrárias pautaram-se pela percepção da ocupação do espaço e das relações entre os ocupantes e a terra.
1. 1 2 3 4 5  https://files.cercomp.ufg.br/weby/up/688/o/ebook_dicionario_educadores.pdf Dicionário de educadores e educadoras em Goiás: séculos
XVIII - XXI / Diane Valdez (Org.). – Goiânia: Editora Imprensa Universitária, 2017
2. 1 2 3 4 5  https://www.revistas.ufg.br/historia/article/view/10585/7043 In memoriam Dalísia Elizabeth Martins Doles (1937-2000) Heliane Prudente Nunes In História Revista UFG
3. ↑  http://caph.fflch.usp.br/node/4077
4. ↑  https://pesquisa.bvsalud.org/portal/resource/pt/lil-319555 n. Freitas, Lena Castello Branco Ferreira de. Saúde e doenças em Goiás: a medicina possível: uma contribuiçäo para a história da medicina em Goiás. Goiânia, UFG, 1999. p.291-325
5. ↑  DOLES, Dalísia. As Comunicações Fluviais pelo Tocantins e Araguaia no Século XIX. Goiânia: Ed. Oriente, 1973
6. ↑  caph.fflch.usp.br
7. ↑  ARRAIS, Cristiano Alencar; SANDES, Noé Freire (orgs.). A História escrita: percursos da historiografia goiana. Goiânia: Gráfica UFG, p. 65-78, 2018.
8. ↑  Anais do V Simpósio Nacional dos Professores Universitários de História, v. 1, organizado pelo Prof. Eurípedes Simões de Paula, São Paulo, 1971
9. ↑  Anais do V Simpósio Nacional dos Professores Universitários de História, v. 1, organizado pelo Prof. Eurípedes Simões de Paula, São Paulo, 1971
10. ↑  Anais do VI Simpósio dos Professores Universitários de História, (org. Eurípedes Simões de Paula), v.1, São Paulo, Brasil, 1973
11. ↑  Anais do VI Simpósio dos Professores Universitários de História, (org. Eurípedes Simões de Paula), v.1, São Paulo, Brasil, 1973
12. ↑  Anais do XX Simpósio Nacional de História da ANPUH, Florianópolis, 1999
13. ↑  Anais do XX Simpósio Nacional de História da ANPUH, Florianópolis, 1999